# Беляков, Иван Дементьевич
Иван Дементьевич Беляков (1920—1943) — старший лейтенант Рабоче-крестьянской Красной Армии, участник Великой Отечественной войны, Герой Советского Союза (1943).

## Биография
Родился в 1920 году в селе Буранное (ныне — Соль-Илецкий район Оренбургской области) в крестьянской семье.
В родном селе окончил начальную школу. В 1935 году переехал в город Канибадам Таджикской ССР, где продолжил учиться и одновременно работал. Участвовал в строительстве Большого Ферганского канала, работал бухгалтером на главпочтамте в Коканде.
В 1940 году был призван на службу в Рабоче-крестьянскую Красную Армию Кокандским городским военным комиссариатом. В 1941 году окончил военное стрелково-пулемётное училище в Алма-Ате. В 1942 году вступил в ВКП(б).
С марта 1943 года — на фронтах Великой Отечественной войны. Участвовал в боях на Степном и 2-м Украинском фронтах, освобождал Украинскую ССР. Отличился во время битвы за Днепр. К тому времени старший лейтенант Иван Беляков командовал миномётной ротой 793-го стрелкового полка 213-й стрелковой дивизии 7-й гвардейской армии Степного фронта.
В ночь с 26 на 27 сентября 1943 года рота Белякова переправилась через Днепр в районе села Днепровокаменка Верхнеднепровского района Днепропетровской области. Миномётным огнём часть роты с восточного берега уничтожила вражескую живую силу и технику, что обеспечило успешную переправу и захват плацдарма наступающими. Во главе подразделения Беляков переправился с миномётами и боеприпасами вместе с передовыми подразделениями полка. Продвигаясь вперёд, рота Белякова 14 октября перерезала дорогу Днепропетровск-Кременчуг и заняла боевые позиции у села Калужино (ныне примыкает к селу Днепровокаменка). 15 октября немецкие подразделения предприняли контратаку при поддержке около 50 танков и бронемашин. Когда были израсходованы все миномётные боеприпасы, рота вступила в рукопашный бой. В бою Беляков со своими товарищами погиб.
Похоронен в селе Днепровокаменка Верхнеднепровского района Днепропетровской области.
Указом Президиума Верховного Совета СССР от 26 октября 1943 года за «успешное форсирование Днепра и удержание плацдарма на правом берегу» старший лейтенант Иван Беляков посмертно был удостоен высокого звания Героя Советского Союза.
Был также награждён орденами Ленина и Красной Звезды.